# Velký Bor
Velký Bor (deutsch Groß Bor, 1939–45 Großheid) ist eine Gemeinde in Tschechien. Sie liegt fünf Kilometer nördlich von Horažďovice und gehört zum Okres Klatovy.

## Geographie

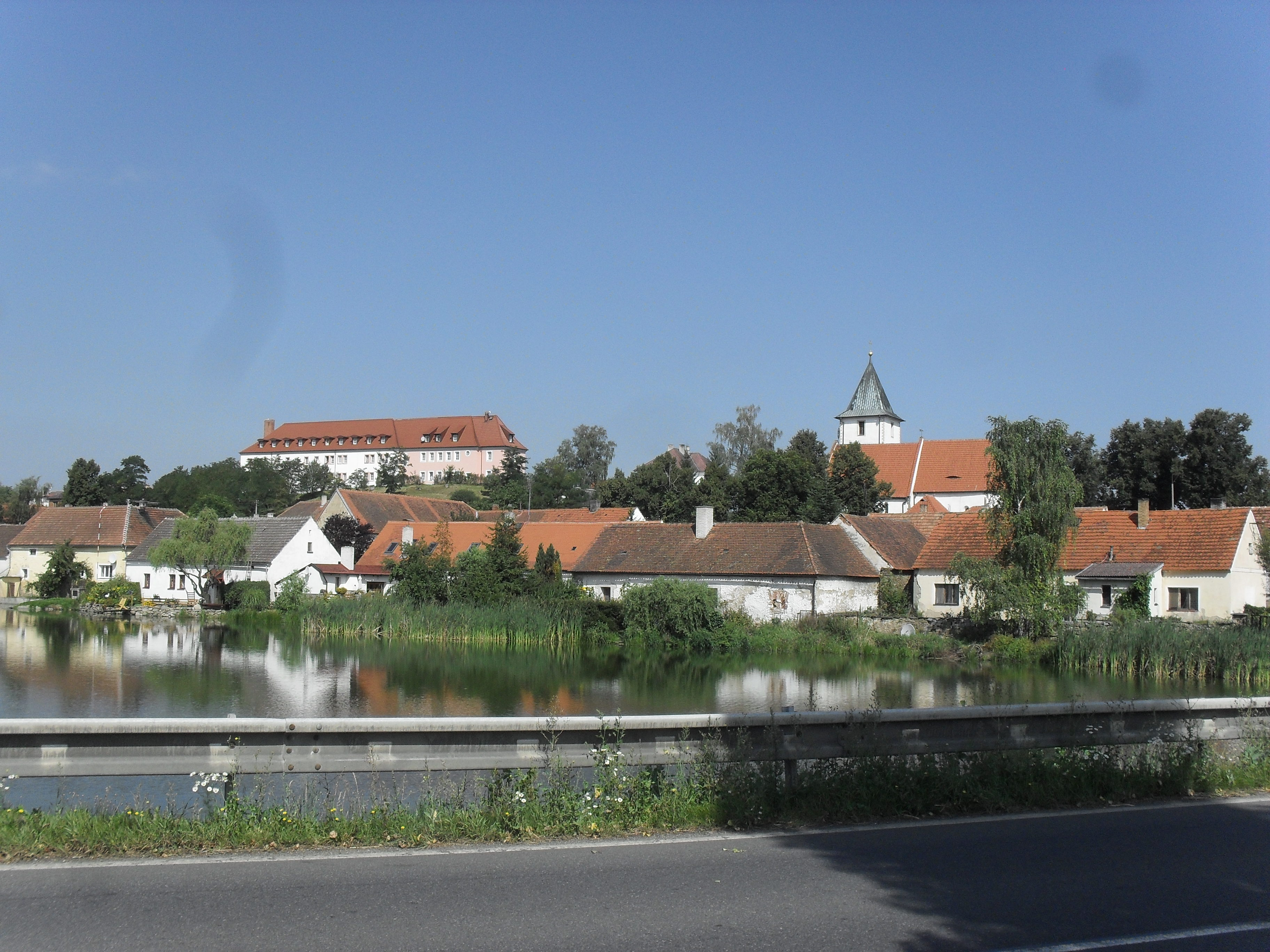
Ortsansicht von Süden, im Vordergrund der Teich Velkoborský rybník und die Ortslage Podkostelák

Velký Bor befindet sich im Hügelland Blatenská pahorkatina. Das Dorf liegt auf einer Anhöhe Na hradě rechtsseitig des Baches Březový potok, in den hier die Bäche Hájek und Velkoborský potok einmünden. Am südlichen Ortsrand von Velký Bor liegt der Teich Velkoborský rybník bzw. Podkostelák. Südöstlich erhebt sich der Rážek (461 m), im Süden die Kališových vršek (471 m) und die Bílá voda (473 m) sowie westlich der Boubínský (512 m). Durch Velký Bor führt die Staatsstraße II/188 zwischen Horažďovice und Životice, von der im Ort die Straße II/177 nach Lnáře abzweigt. Zwei Kilometer südlich und westlich verläuft die Bahnstrecke České Budějovice–Plzeň, der Haltepunkt Velký Bor liegt in der Siedlung Na Šumavě.
Nachbarorte sind U Pazderny, Barák, Plácek, Defurovy Lážany, Újezd u Chanovic, Holkovice und Dobrotice im Norden, Slatina, Lnářský Málkov und Svéradice im Nordosten, Slivonice, Komušín und Mečichov im Osten, Hlupín und Babín im Südosten, Na Šumavě und Horažďovice im Süden, Malý Bor und Horažďovická Lhota im Südwesten, Velešice und Pačejov im Westen sowie Jetenovice, Maňovice und Osek im Nordwesten.

## Geschichte
Bor wurde wahrscheinlich im 12. oder 13. Jahrhundert gegründet. In dem unterhalb einer königlichen Burg in der Vorburg angelegten Städtchen bestand eine zum Prachiner Dekanat gehörige Pfarrkirche mit Pfarrhaus.
Die erste schriftliche Erwähnung des Ortes erfolgte am 27. Dezember 1283, als König Wenzel II. "bona in Bor" (Güter in Bor) dem böhmischen Unterkämmerer Dietrich Spatzmann (Dětřich Špatzman) überließ. Am 22. September 1304 tauschte Wenzel II. das Oppidum  Bor bei Botho von Bothenstein (Půta z Potštejna) gegen eine Hälfte der Burg Lititz ein. Botho von Bothenstein verstarb ohne Nachkommen; sein Besitz, der neben der Burg Bor mit dem Städtchen Bor und dem Dorf Dobrotice auch elf Dörfer hinter Schüttenhofen sowie das nordböhmische Dorf Drahoňovice umfasste, fiel 1336 dem Kloster Zderaz zu. Die Zderazer Kreuzherren übertrugen die Verwaltung ihrer Herrschaft Bor einem Burggrafen. Seit dieser Zeit wurde das Städtchen zur Unterscheidung vom nahegelegenen Herrschaftlich Bor (Bor Panský) auch als Kreuzherren Bor (Bor Křižovnický) bezeichnet. Zum Ende des 14. Jahrhunderts bemächtigte sich der Ritter Dobeš von Bor der Burg, König Wenzel IV. ließ ihn vor 1401 vertreiben.
Nach der Zerstörung des Klosters Nepomuk belagerten und eroberten die Hussiten am 12. Oktober 1420 der Überlieferung nach das von vielen Deutschen bewohnte Bor Panský, wahrscheinlich jedoch Bor Křižovnický, und steckten die Burg in Brand. Als Ausgleich für die ihnen bei der nachfolgenden Eroberung der Burg Rabí durch die Hussiten entstandenen Schäden verpfändete König Sigismund noch im selben Jahre u. a. die Herrschaft Bor an seine Gefolgsleute Johann und Wilhelm d. J. von Riesenberg; die Burg Bor wurde dabei nicht erwähnt. Als im Sommer 1421 das Heer Jan Žižkas auf dem Weg zur zweiten Belagerung der Burg Rabí von Slatina nach Horažďovice zog, wurde die ausgebrannte Burg erneut eingenommen und gänzlich zerstört. Auch die Kirche wurde ruiniert. Die Burg Bor wurde nicht wiederaufgebaut, ihre Ruine wurde später sukzessive abgebrochen. König Georg von Podiebrad überließ die Herrschaft Bor Větší an Břeněk von Rabí. Nach dessen Tod erbte die Witwe Anna von Rabí die Herrschaft gemeinschaftlich mit ihren Kindern Jan und Eliška. Eliška von Rabí vererbte den Besitz um 1519 ihrem Onkel, der die Herrschaft Bor Větší mit seiner Herrschaft Horažďovice vereinigte.
Während des Dreißigjährigen Krieges wurde Velký Bor erneut zerstört; in der berní rula von 1654 wurde der Ort als wüst bezeichnet. Der Sprengel der erloschenen Pfarre Velký Bor wurde der Pfarre Malý Bor zugeordnet. Im Jahre 1682 waren in Velký Bor wieder 29 Bauernanwesen bewirtschaftet, außerdem gab es im Ort zwei Chalupner. Der Besitzer der Herrschaft Horažďovice, Wenzel von Sternberg, ließ 1700 wieder einen Pfarrer in Velký Bor einsetzen. Seit 1716 sind in Velký Bor Ortsrichter nachweislich. 1727 bestand der Ort aus 29 Bauern und drei Chalupnern.
Maria Prinzessin von Löwenstein-Wertheim ließ die letzten Mauerreste der Burg Bor abtragen. Gemäß ihrem letzten Willen wurde 1765 an der Stelle der Burg ein aus einem Gestift von 50.000 Gulden finanziertes Spital mit 24 Plätzen für alte Bedienstete der Herrschaft Horažďovice errichtet, in dessen Ostflügel sich eine Kapelle befand. Im Zuge der Josephinischen Reformen wurden das Spital und die Kapelle 1788 aufgehoben. Seit 1791 bestand in Velký Bor eine Schule; da es im Ort kein festes Schulhaus gab, wurde der Unterricht zunächst in verschiedenen Häusern abgehalten. Im Jahre 1810 lebten in den 88 Häusern von Velký Bor 686 Personen. 1816 wurde gegenüber dem Pfarrhaus ein neues Schulhaus (Haus Nr. 2) errichtet. Bis zur Mitte des 19. Jahrhunderts blieb Velký Bor der Herrschaft Horažďowitz untertänig.
Nach der Aufhebung der Patrimonialherrschaften bildete Velký Bor / Groß Bor ab 1850 eine Gemeinde im Gerichtsbezirk Horažďowitz. 1863 zog die Schule in das ehemalige Spital. Ab 1868 gehörte die Gemeinde Velký Bor zum Bezirk Strakonitz. Im selben Jahre wurde der Verkehr auf der Bahnstrecke České Budějovice–Plzeň aufgenommen, einen Bahnhaltepunkt erhielt Velký Bor jedoch erst im 20. Jahrhundert. Im Jahre 1869 kaufte die Gemeinde Velký Bor das ehemalige Spital und ließ es zu einem Schulgebäude umgestalten. Die Freiwillige Feuerwehr wurde 1891 gegründet. 1898 entstand eine genossenschaftliche Spar- und Darlehnskasse (Kampelička). Deren Schatzmeister, der Lehrer Jan Stulík, veruntreute Einlagen in Höhe von 27.000 Kronen und wanderte damit 1909 nach Amerika aus. Am 11. August 1925 brachen bei einem starken Hochwasser die Dämme sämtlicher kleineren Teiche, einzig der Velkoborský rybník hielt den Fluten stand. Da das Hochwasser alle Straßenbrücken zerstört hatte, war Velký Bor eine Zeit lang von der Außenwelt abgeschnitten. Die Wassergenossenschaft Velký Bor begann im November 1925 mit der Regulierung der Bäche sowie der Meliorisation der Wiesen und Felder. Am 20. November 1925 erfolgte der Anschluss an das Elektrizitätsnetz. Am 1. September 1934 stellte die Gemeinde die Wiese hinter dem Velkoborský rybník dem örtlichen Fußballverein zur Errichtung eines Spielfeldes zur Verfügung. Nach dem Ende des Zweiten Weltkrieges wurde am 6. Mai 1945 auf den Feldern an der Bílá voda ein US-amerikanisches Gefangenenlager errichtet. Ab 1949 gehörte Velký Bor zum Okres Horažďovice, nach dessen Aufhebung wurde die Gemeinde 1960 dem Okres Klatovy zugeordnet. Zum 1. Juli 1975 erfolgte die Eingemeindung von Jetenovice. Maňovice wurde am 1. Januar 1976 von Pačejov nach Velký Bor umgemeindet. Am 1. Juli 1980 wurde noch Svéradice (mit Slivonice) eingemeindet. Svéradice wurde 1990 wieder eigenständig, Maňovice Anfang 1992. Die Schule in Velký Bor wurde im Jahre 2001 wegen zu geringer Schülerzahl geschlossen.

## Gemeindegliederung
Die Gemeinde Velký Bor besteht aus den Ortsteilen und Katastralbezirken Jetenovice (Jettenowitz), Slivonice (Sliwonitz) und Velký Bor (Groß Bor). Zu Velký Bor gehören außerdem die Ortslage Podkostelák und die Einschichten Na Šumavěm, Osek und U Pazderny.
Der Ortsteil Slivonice bildet eine durch die Gemeinde Svéradice vom übrigen Gemeindegebiet abgetrennte Exklave.

## Sehenswürdigkeiten
- Kirche Johannes des Täufers in Velký Bor, sie wurde wahrscheinlich im 13. Jahrhundert errichtet und war ursprünglich als Burg- und spätere Klosterkirche dem hl. Burian geweiht. Später wurde sie den hll. Peter und Paul geweiht und diente als Spitalkirche. Zwischen 1970 und 1977 wurde sie instand gesetzt.
- Kapelle der hl. Anna, östlich von Velký Bor, die daneben gestandene 150-jährige Linde stürzte am 12. Juli 2006 um
- Gedenkstein für T.G.Masaryk und die Gefallenen des Ersten Weltkrieges am Dorfplatz, enthüllt 1929
- Kapelle in Jetenovice

Sehenswürdigkeiten
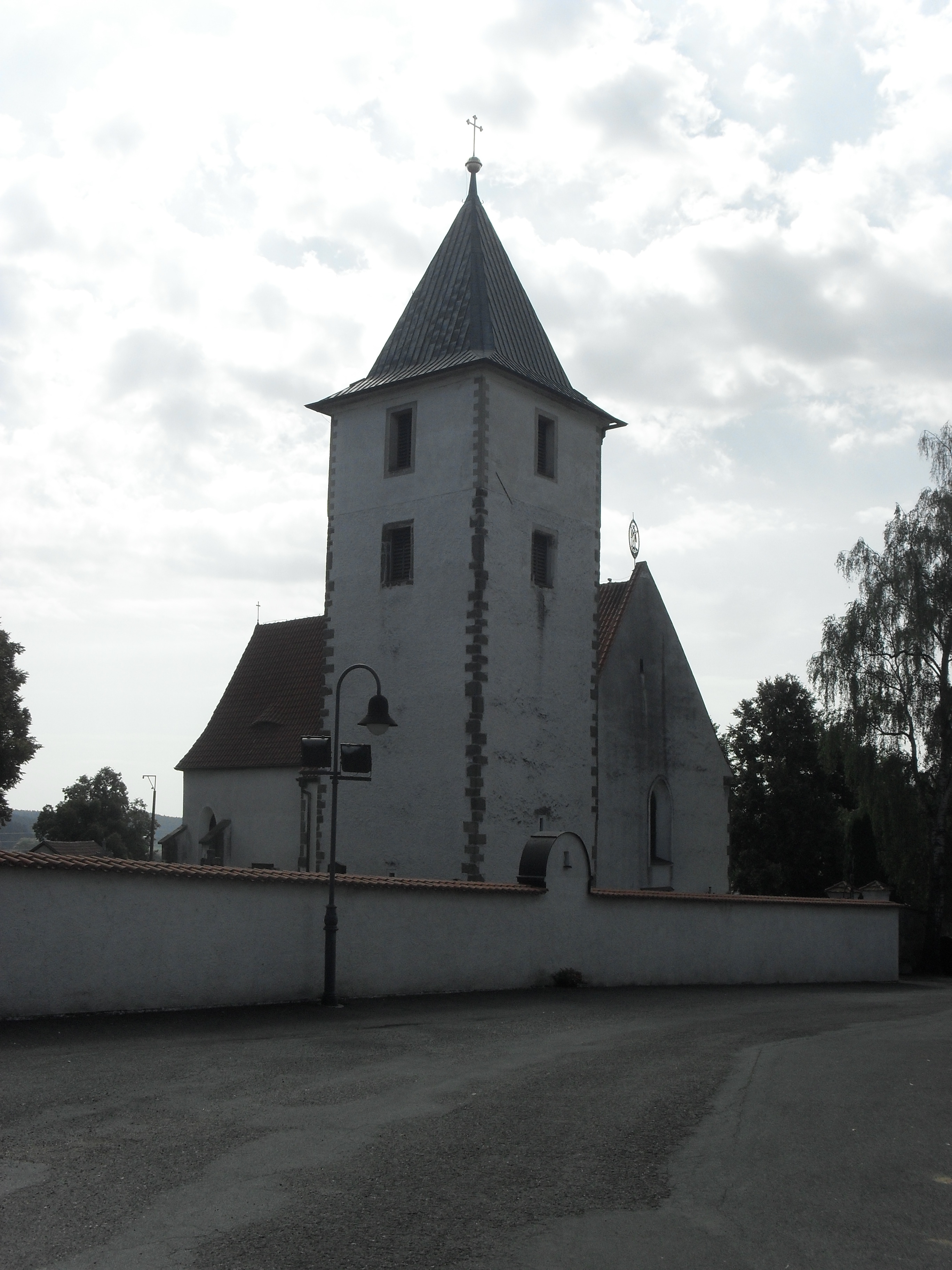
Kirche Johannes des Täufers in Velký Bor
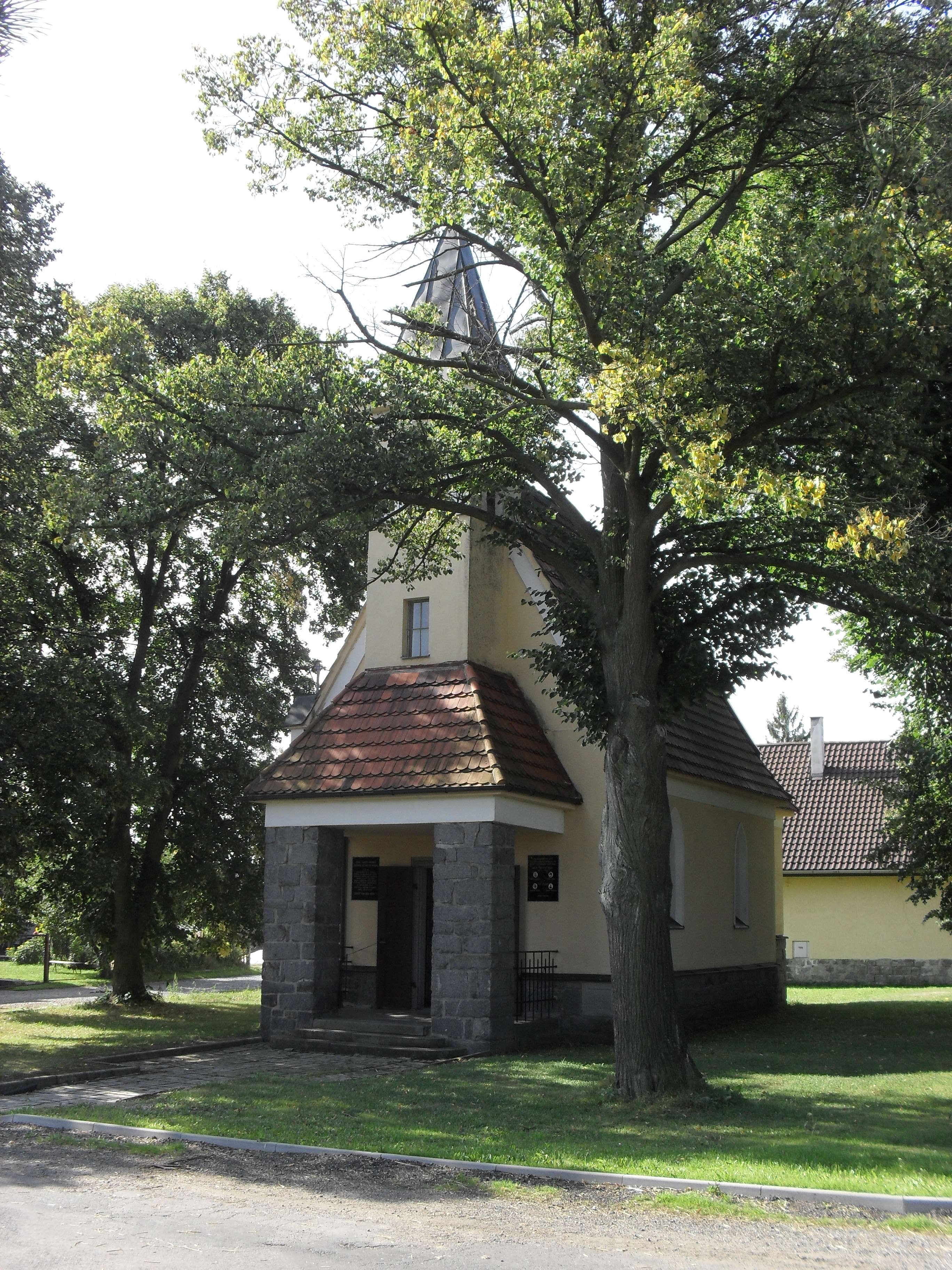
Kapelle in Jetenovice
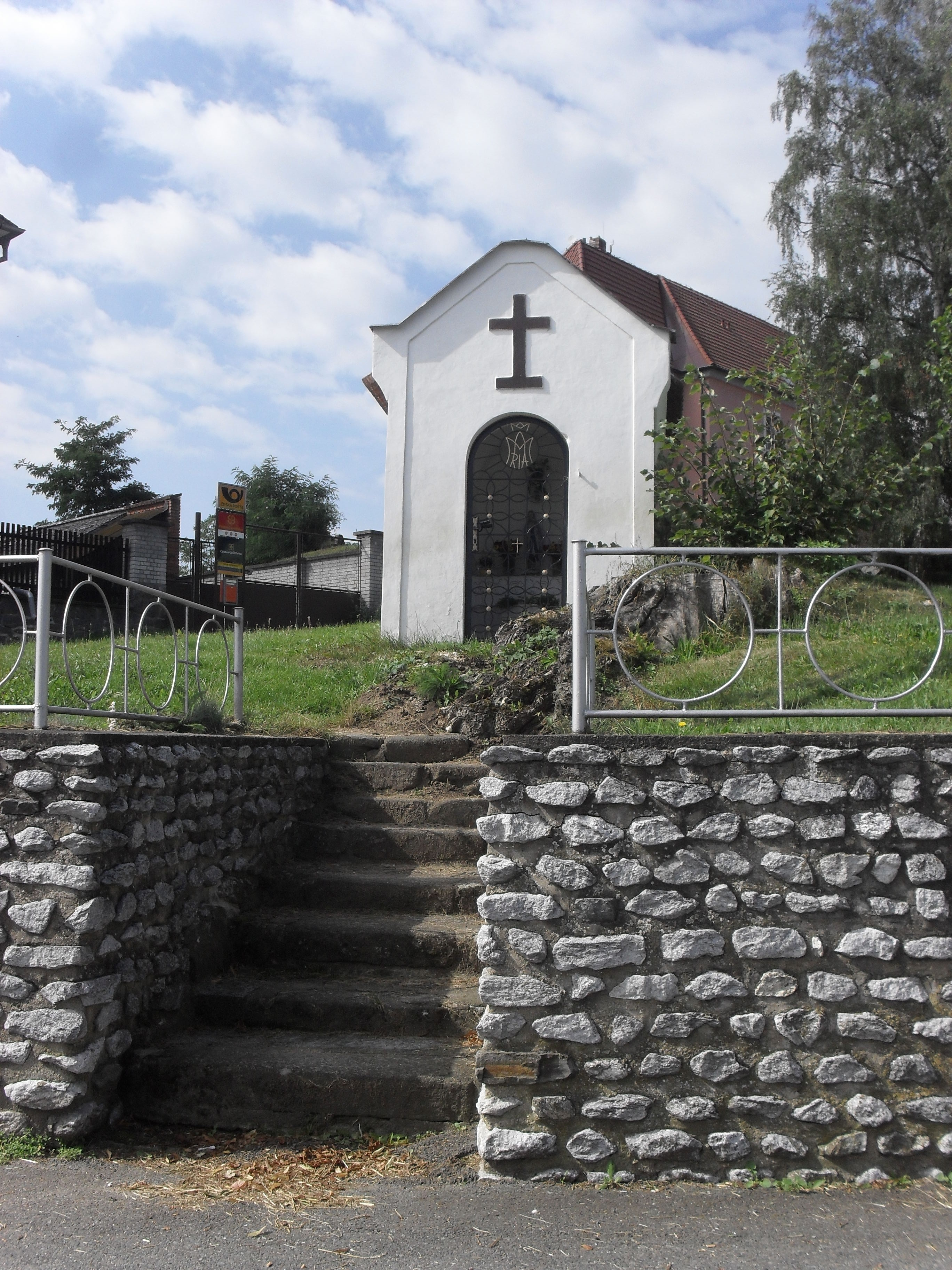
Kapelle der hl. Anna bei Velký Bor

## Söhne und Töchter der Gemeinde
- Sylvestr Krnka (1825–1902), böhmischer Büchsenmacher und Konstrukteur einer neuen Form eines Hinterladers, Vater des Waffenfabrikanten und -konstrukteurs Karel Krnka (Roth-Steyr M1907)
- Jan Pastejřík (1869–1968), tschechischer Naturforscher und Schulbuchautor
- Bohumil Ullrych (1893–1948), tschechischer Maler